# 중간법인
중간법인은 공익법인도 영리법인도 아닌 중간적인 법인을 뜻한다. 중간법인(협동조합, 새마을금고, 신용조합)은 조합의 성질을 가지고 있어서 원칙적으로 상인자격이 인정되지 않는다. 그러나 여신행위를 회원에게 하는 경우에는 상인이 안 되나 비회원에게 이자를 획득할 목적으로 여신행위를 하게 되면 상인이 된다.

## 같이 보기
- 비영리법인
- 공법인